# Victoire magazine

Victoire magazine est un hebdomadaire belge de langue française, encarté dans le journal « Le Soir » du samedi en tant que magazine du week-end.
Il se définit comme une revue de tendances et de loisirs.

## Historique
Créé en 2006, le magazine s’adresse à un lectorat mixte composé de 49 % d’hommes et de 51 % de femmes. (source : chiffres CIM 2007)
Victoire a ensuite lancé un site Internet : www.victoiremag.be
Depuis le 28 mai 2011, le supplément n'est plus livré aux abonnés de la version PDF en ligne au journal LeSoir mais requiert un achat séparé.